# Rubias (Yauco)
Rubias es un barrio ubicado en el municipio de Yauco en el Estado Libre Asociado de Puerto Rico. En el Censo de 2010 tenía una población de 309 habitantes y una densidad poblacional de 29,8 personas por km².

## Geografía
Rubias se encuentra ubicado en las coordenadas 18°8′0″N 66°52′47″O / 18.13333, -66.87972. Según la Oficina del Censo de los Estados Unidos, Rubias tiene una superficie total de 10.37 km², que corresponden a tierra firme.

## Demografía
Según el censo de 2010, había 309 personas residiendo en Rubias. La densidad de población era de 29,8 hab./km². De los 309 habitantes, Rubias estaba compuesto por el 88.67% blancos, el 1.29% eran afroamericanos, el 8.41% eran de otras razas y el 1.62% pertenecían a dos o más razas. Del total de la población el 99.68% eran hispanos o latinos de cualquier raza.